# منظومة عرض مرئي موسع فائق
منظومة العرض المرئي الموسّع الفائق (بالإنجليزية: Super Extended Graphics Array أو اختصارًا SXGA)‏ طريقة عرض مرئي على شاشة الحاسوب، تعتمد دقة شاشة ذات 1280×1024 عنصورة.

## جدول مقارنة
| الاسم      | العرض | الارتفاع | العنصورات (×1 مليون) | نسبة الأبعاد | النسبة المائوية للفرق بالعنصورات | النسبة المائوية للفرق بالعنصورات | النسبة المائوية للفرق بالعنصورات | النسبة المائوية للفرق بالعنصورات | النسبة المائوية للفرق بالعنصورات | النسبة المائوية للفرق بالعنصورات | مقاس الشاشة النموذجي |
| الاسم      | العرض | الارتفاع | العنصورات (×1 مليون) | نسبة الأبعاد | م.ع.م.                           | م.ع.م.ف.                         | م.ع.م.م.                         | م.ع.م.م.ف.                       | م.ع.م.م.ع.                       | م.ع.م.م.ر.                       | مقاس الشاشة النموذجي |
| ---------- | ----- | -------- | -------------------- | ------------ | -------------------------------- | -------------------------------- | -------------------------------- | -------------------------------- | -------------------------------- | -------------------------------- | -------------------- |
| م.ع.م.     | 640   | 480      | 0.31                 | 1.33         | 0%                               | −36%                             | −61%                             | −77%                             | −84%                             | −90%                             |                      |
| م.ع.م.ف.   | 800   | 600      | 0.48                 | 1.33         | 56%                              | 0%                               | −39%                             | −63%                             | −75%                             | −85%                             |                      |
| م.ع.م.م.   | 1024  | 768      | 0.79                 | 1.33         | 156%                             | 64%                              | 0%                               | −40%                             | −59%                             | −75%                             | 15"/ 38 سم           |
| م.ع.م.م.ف. | 1280  | 1024     | 1.31                 | 1.25         | 327%                             | 173%                             | 67%                              | 0%                               | −32%                             | −58%                             | 17–19"/ 43–48 سم     |
| م.ع.م.م.ع. | 1600  | 1200     | 1.92                 | 1.33         | 525%                             | 300%                             | 144%                             | 46%                              | 0%                               | −39%                             | 20"/ 51 سم           |
| م.ع.م.م.ر. | 2048  | 1536     | 3.15                 | 1.33         | 924%                             | 555%                             | 300%                             | 140%                             | 64%                              | 0%                               | 30"/ 76 سم           |